# Detva
Detva (allemand : Dettwa, hongrois : Gyetva) est une ville de la région de Banská Bystrica, au centre de la Slovaquie, située à environ 25 km à l'est de Zvolen. Sa population est de 15 000 habitants.

## Histoire
La plus ancienne mention de Detva remonte à 1696.

## Démographie

### Évolution de la population
| Année:               | 1994.  | 2004.   | 2014.   | 2024.   |
| -------------------- | ------ | ------- | ------- | ------- |
| Nombre de personnes: | 15 276 | 15 043  | 14 965  | 13 523  |
| Différence:          |        | -1,52 % | -0,51 % | -9,63 % |

| Année:               | 2023.  | 2024.   |
| -------------------- | ------ | ------- |
| Nombre de personnes: | 13 629 | 13 523  |
| Différence:          |        | -0,77 % |